# سلطان نجد
سلطان نجد هي رواية سياسية اقتصادية كتبها عبدالله السلوم. اشتهرت الرواية باسم الحكم المناصر لعدالة توزيع الثروة داخل الدولة الأخيضرية القديمة ضمن سلسلة من الأحداث التي كشفت ما لم يكن يعرفه العرش، ليس فقط في النطاق الاقتصادي، ولكن فيما يتعلق بسياسة الدولة، حيث يتعرف الأمير على مخططات الإصلاح التي تهدف إلى تحقيق استدامة الدولة. حلّت الرواية في المرتبة الثالثة من حيث المبيعات على موقع أمازون للأدب والخيال العربي.

## روابط خارجية
- عنوان الموقع